# José Belisário da Silva
José Belisário da Silva OFM (ur. 4 sierpnia 1945 w Carmópolis de Minas) – brazylijski duchowny katolicki, arcybiskup São Luís do Maranhão w latach 2005–2021.

## Życiorys

### Prezbiterat
Święcenia kapłańskie otrzymał 13 grudnia 1969 w zakonie franciszkańskim. Po rocznym stażu wikariuszowskim został wykładowcą na kilku zakonnych uczelniach. W 1980 otrzymał nominację na ekonoma i sekretarza zakonnej prowincji Krzyża Świętego. W 1985 został wykładowcą domu postulantów w São João del Rei, zaś w 1992 objął urząd rektora seminarium w Santos Dumont. W 1997 ponownie rozpoczął pracę w São João del Rei.

### Episkopat
1 grudnia 1999 został mianowany biskupem diecezji Bacabal. Sakry biskupiej udzielił mu 19 lutego 2000 w Carmópolis bp Célio de Oliveira Goulart. Miesiąc później kanonicznie objął urząd.
21 września 2005 papież Benedykt XVI mianował go arcybiskupem São Luís do Maranhão. Ingres odbył się 19 listopada 2005.
2 czerwca 2021 papież przyjął jego rezygnację z pełnionego urzędu złożoną ze względu na wiek. 
W latach 2011–2015 był wiceprzewodniczącym Konferencji Episkopatu Brazylii. 13 maja 2015 został wybrany na czteroletnią kadencję II wiceprzewodniczącego CELAM.